# 336P/McNaught
336P/McNaught est une comète périodique du système solaire, découverte le 5 avril 2006 par Robert H. McNaught.